# Mister Vietnam
Mister Vietnam (tên tiếng Việt: Người Mẫu Nam Việt Nam) là một cuộc thi sắc đẹp cấp quốc gia của Việt Nam dành cho nam giới. Cuộc thi được tổ chức lần đầu tiên vào năm 2010 với sự đăng quang của Lê Khôi Nguyên. Năm 2019, cuộc thi đã trở lại và được tổ chức bởi Công ty TNHH Đào tạo & Giải trí Leading Media để phát hiện và đào tạo các nhân tố mới, lựa chọn đại diện Việt Nam tham dự các đấu trường sắc đẹp quốc tế là Nam vương Quốc tế, và từng giữ bản quyền trước đây là Nam vương Toàn cầu, Nam vương Siêu quốc gia, Manhunt International.
Đương kim Mister Vietnam 2024 là Nguyễn Mạnh Lân đến từ Hà Nội, anh đăng quang vào ngày 25 tháng 9 năm 2024 tại The Ants Studio, Thủ Đức, Thành phố Hồ Chí Minh.

## Người giữ danh hiệu

### Công ty Bắc Đẩu Entertainment
Mister Vietnam 2010 do kênh VTV9 Đài truyền hình Việt Nam kết hợp với Công ty Bắc Đẩu Entertainment, với sự tài trợ chính của Tổng công ty cổ phần may Nhà Bè - NBC tổ chức.
| Mùa | Năm  | Ngày               | Mister Vietnam           | Á quân                          | Á quân              | Nơi tổ chức                 | Số thí sinh | T.k.  |
| Mùa | Năm  | Ngày               | Mister Vietnam           | 1                               | 2                   | Nơi tổ chức                 | Số thí sinh | T.k.  |
| --- | ---- | ------------------ | ------------------------ | ------------------------------- | ------------------- | --------------------------- | ----------- | ----- |
| 1   | 2010 | 1 tháng 1 năm 2011 | Lê Khôi Nguyên Đồng Tháp | Đỗ Bá Đạt Thành phố Hồ Chí Minh | Hà Trọng Tài Hà Nội | Vũng Tàu, Bà Rịa – Vũng Tàu | 30          | [ 3 ] |

### Công ty Leading Media
Mister Vietnam do Leading Media và Leading Stars tổ chức.
| Mùa | Năm  | Ngày                | Mister Vietnam                                | Á quân                     | Á quân                                     | Á quân                  | Á quân                | Nơi tổ chức                    | Số thí sinh | T.k.  |
| Mùa | Năm  | Ngày                | Mister Vietnam                                | 1                          | 2                                          | 3                       | 4                     | Nơi tổ chức                    | Số thí sinh | T.k.  |
| --- | ---- | ------------------- | --------------------------------------------- | -------------------------- | ------------------------------------------ | ----------------------- | --------------------- | ------------------------------ | ----------- | ----- |
| 1   | 2019 | 14 tháng 9 năm 2019 | Phạm Minh Quyền Đồng NaiPhạm Đình Lĩnh Hà Nội | Trần Quang Thắng Quảng Trị | Lê Hữu Đạt Hải PhòngNguyễn Hoài Nam Hà Nội | Không trao giải         | Không trao giải       | Vũng Tàu, Bà Rịa – Vũng Tàu    | 30          | [ 5 ] |
| 2   | 2024 | 25 tháng 9 năm 2024 | Nguyễn Mạnh Lân Hà Nội                        | Trần Chấn Long Canada      | Nguyễn Phúc Quí Quang Khánh Hòa            | Nguyễn Phúc Lộc Bến Tre | Đặng Ánh Dương Hà Nội | Thủ Đức, Thành phố Hồ Chí Minh | 20          | [ 6 ] |

### Tỉnh/thành phố theo số lần đăng quang
| Tỉnh/thành phố | Số lần | Năm        |
| -------------- | ------ | ---------- |
| Hà Nội         | 2      | 2019, 2024 |
| Đồng Nai       | 1      | 2019       |
| Đồng Tháp      | 1      | 2010       |

## Các lần tổ chức Mister Vietnam

### 2010
Mister Vietnam 2010 là cuộc thi Mister Vietnam mùa 1 do kênh VTV9 Đài truyền hình Việt Nam kết hợp với Công ty Bắc Đẩu Entertainment, với sự tài trợ chính của Tổng công ty cổ phần may Nhà Bè - NBC tổ chức được tổ chức tại Nhà thi đấu đa năng Thành phố Vũng Tàu, Vũng Tàu, Bà Rịa – Vũng Tàu vào ngày 1 tháng 1 năm 2011. Có 30 thí sinh được vào chung kết, Lê Khôi Nguyên đến từ Đồng Tháp đăng quang Mister Vietnam 2010.
Kết quả
| Hạng                | Thí sinh |
| ------------------- | --- |
| Mister Vietnam 2010 | - 299 — Lê Khôi Nguyên |
| Á quân 1            | - 389 — Đỗ Bá Đạt |
| Á quân 2            | - 298 — Hà Trọng Tài |
| Top 5               | - 079 — Vũ Duy Hưng - 178 — Phạm Thành |
| Top 15              | - 008 — Nguyễn Khắc Hoàn - 018 — Huỳnh Trường Thịnh - 038 — Nguyễn Nhất Duy - 039 — Nguyễn An Hữu - 078 — Nguyễn Anh Tuấn - 089 — Nguyễn Tiến Dũng - 099 — Lê Kiên Định - 108 — Ngô Vĩ Đại - 368 — Phạm Thành Vũ - 369 — Tô Tiến Hải |
| Top 30              | - 005 — Trần Phú Long - 006 — Đỗ Xuân Tuấn - 009 — Phan Đình Phùng - 088 — Hoàng Huy Hoàng - 179 — Hải Ngọc Khánh - 188 — Võ Thành Nam - 189 — Nguyễn Anh Dũng - 199 — Nguyễn Vĩnh Tân - 269 — Lê Tường Linh - 279 — Trần Thanh Phong - 289 — Doãn Thành Được - 359 — Trần Minh Quân - 378 — Huỳnh Minh Đạt - 379 — Nguyễn Trần Đăng Khánh - 388 — Bùi Nam Huy |

Các giải thưởng
| Giải thưởng                    | Thí sinh                |
| ------------------------------ | ----------------------- |
| Mister Thanh lịch              | - 079 — Vũ Duy Hưng     |
| Mister Tài năng                | - 178 — Phạm Thành      |
| Mister Thể thao                | - 038 — Nguyễn Nhất Duy |
| Mister Môi trường              | - 099 — Lê Kiên Định    |
| Mister Tri thức                | - 389 — Đỗ Bá Đạt       |
| Mister được khán giả bình chọn | - 099 — Lê Kiên Định    |

Các thí sinh
| SBD | Thí sinh               | Quê quán              |
| --- | ---------------------- | --------------------- |
| 005 | Trần Phú Long          |                       |
| 006 | Đỗ Xuân Tuấn           |                       |
| 008 | Nguyễn Khắc Hoàn       |                       |
| 009 | Phan Đình Phùng        |                       |
| 018 | Huỳnh Trường Thịnh     | Đồng Nai              |
| 038 | Nguyễn Nhất Duy        |                       |
| 039 | Nguyễn An Hữu          |                       |
| 078 | Nguyễn Anh Tuấn        |                       |
| 079 | Vũ Duy Hưng            |                       |
| 088 | Hoàng Huy Hoàng        |                       |
| 089 | Nguyễn Tiến Dũng       |                       |
| 099 | Lê Kiên Định           |                       |
| 108 | Ngô Vĩ Đại             |                       |
| 178 | Phạm Thành             |                       |
| 179 | Hải Ngọc Khánh         |                       |
| 188 | Võ Thành Nam           |                       |
| 189 | Nguyễn Anh Dũng        |                       |
| 199 | Nguyễn Vĩnh Tân        |                       |
| 269 | Lê Tường Linh          |                       |
| 279 | Trần Thanh Phong       |                       |
| 289 | Doãn Thành Được        |                       |
| 298 | Hà Trọng Tài           | Hà Nội                |
| 299 | Lê Khôi Nguyên         | Đồng Tháp             |
| 359 | Trần Minh Quân         |                       |
| 368 | Phạm Thành Vũ          |                       |
| 369 | Tô Tiến Hải            |                       |
| 378 | Huỳnh Minh Đạt         |                       |
| 379 | Nguyễn Trần Đăng Khánh |                       |
| 388 | Bùi Nam Huy            |                       |
| 389 | Đỗ Bá Đạt              | Thành phố Hồ Chí Minh |

Dự thi cuộc thi sắc đẹp quốc tế
| Cuộc thi             | Năm  | Thí sinh       | Thứ hạng       |
| -------------------- | ---- | -------------- | -------------- |
| Mister International | 2011 | Lê Khôi Nguyên | Á vương 3      |
| Mister International | 2012 | Đỗ Bá Đạt      | Không đạt giải |

### 2019
Mister Vietnam 2019 là cuộc thi Mister Vietnam mùa 1 do Leading Media và Leading Stars tổ chức được tổ chức tại Vũng Tàu, Bà Rịa – Vũng Tàu vào ngày 25 tháng 9 năm 2024. Có 30 thí sinh được vào chung kết, Phạm Đình Lĩnh đến từ Hà Nội và Phạm Minh Quyền đến từ Đồng Nai đăng quang Mister Vietnam 2019.
Kết quả
| Hạng                | Thí sinh |
| ------------------- | --- |
| Mister Vietnam 2019 | - Phạm Đình Lĩnh |
| Mister Vietnam 2019 | - Phạm Minh Quyền |
| Á quân 1            | - Trần Quang Thắng |
| Á quân 2            | - Lê Hữu Đạt - Nguyễn Hoài Nam |
| Top 10+1            | - Khiêm Lương - Nguyễn Anh Tú - Nguyễn Hoàng Việt - Nguyễn Mạnh Kiên - Trần Quang Bảo Đam § - Trần Mạnh Kiên |
| Top 30              | - Chu Văn Hoà - Đinh Huỳnh Duy Anh - Đặng Quốc Vượng - Nguyễn Đức Đạt - Nguyễn Xuân Đạt - Nguyễn Ngọc Linh - Nguyễn Tiến Đạt - Quách Văn Thái - Vũ Đình Khoái - Y Yôn Êung - Danh Chiếu Linh - Phạm Văn Quốc - Huỳnh Tấn Phát - Lê Công Hà - Nguyễn Hoàng Tấn Anh - Nguyễn Quốc Việt - Nguyễn Thanh Tâm - Phạm Thành Xuyên - Trương Văn Phi |

- § Được khán giả bình chọn nhiều nhất, yêu thích nhất được vào top 10+1.

Các thí sinh
| Thí sinh             | Tuổi | Chiều cao | Quê quán       |
| -------------------- | ---- | --------- | -------------- |
| Trần Quang Bảo Đam   | 1992 | 179cm     | Hải Phòng      |
| Nguyễn Anh Tú        | 1998 | 185cm     | Hà Nội         |
| Nguyễn Hoàng Việt    | 1994 | 182cm     | Hà Nội         |
| Chu Văn Hoà          | 1998 | 186cm     | Hà Nội         |
| Trần Mạnh Kiên       | 1992 | 183cm     | Vĩnh Phúc      |
| Đinh Huỳnh Duy Anh   | 1994 | 181cm     | Vĩnh Long      |
| Nguyễn Hoài Nam      | 1992 | 184cm     | Nam Định       |
| Nguyễn Mạnh Kiên     | 1995 | 183cm     | Vĩnh Phúc      |
| Đặng Quốc Vượng      | 1994 | 186cm     | Hải Dương      |
| Nguyễn Đức Đạt       | 1995 | 183cm     | Nam Định       |
| Nguyễn Xuân Đạt      | 1992 | 184cm     | Hải Dương      |
| Nguyễn Ngọc Linh     | 1994 | 182cm     | Hà Giang       |
| Nguyễn Tiến Đạt      | 1997 | 185cm     | Thừa Thiên Huế |
| Phạm Đình Lĩnh       | 1994 | 186cm     | Hà Nội         |
| Phạm Minh Quyền      | 1994 | 188cm     | Đồng Nai       |
| Quách Văn Thái       | 1994 | 183cm     | Hải Dương      |
| Vũ Đình Khoái        | 1997 | 183cm     | Hà Nội         |
| Y Yôn Êung           | 1997 | 177cm     | Đắk Nông       |
| Danh Chiếu Linh      | 1996 | 185cm     | Kiên Giang     |
| Huỳnh Tấn Phát       | 1996 | 183cm     | Tây Ninh       |
| Khiêm Lương          | 1989 | 181cm     | Trà Vinh       |
| Lê Công Hà           | 1995 | 178cm     | Đắk Nông       |
| Lê Hữu Đạt           | 1995 | 186cm     | Hải Phòng      |
| Nguyễn Hoàng Tấn Anh | 1995 | 184cm     | Long An        |
| Nguyễn Quốc Việt     | 1997 | 175.5cm   | Đồng Tháp      |
| Nguyễn Thanh Tâm     | 1992 | 185cm     | Long An        |
| Phạm Thành Xuyên     | 1991 | 175cm     | Đồng Tháp      |
| Phạm Văn Quốc        | 1999 | 186cm     | Bình Định      |
| Trần Quang Thắng     | 1998 | 187cm     | Quảng Trị      |
| Trương Văn Phi       | 2001 | 182cm     | Trà Vinh       |

Dự thi cuộc thi sắc đẹp quốc tế
| Cuộc thi                            | Năm  | Thí sinh        | Thứ hạng       |
| ----------------------------------- | ---- | --------------- | -------------- |
| Mister United World                 | 2019 | Phạm Văn Quốc   | Top 10         |
| Mister Southeast Asia International | 2019 | Phạm Văn Quốc   | Nam vương      |
| Mister Asian International          | 2022 | Phạm Văn Quốc   | Á vương 1      |
| Manhunt International               | 2020 | Phạm Đình Lĩnh  | Top 16         |
| Manhunt International               | 2022 | Trần Mạnh Kiên  | Á vương 3      |
| Mister Global                       | 2021 | Danh Chiếu Linh | Nam vương      |
| Mister Global                       | 2023 | Lê Hữu Đạt      | Á vương 4      |
| Mister International                | 2023 | Phạm Minh Quyền | Không đạt giải |

### 2024
Mister Vietnam 2024 là cuộc thi Mister Vietnam mùa 2 do Leading Media và Leading Stars tổ chức được tổ chức tại The Ants Studio, Thủ Đức, Thành phố Hồ Chí Minh vào ngày 25 tháng 9 năm 2024. Có 20 thí sinh được vào chung kết, Nguyễn Mạnh Lân đến từ Hà Nội đăng quang Mister Vietnam 2024.
Kết quả
| Hạng                | Thí sinh |
| ------------------- | --- |
| Mister Vietnam 2024 | - Nguyễn Mạnh Lân § |
| Á quân 1            | - Trần Chấn Long |
| Á quân 2            | - Nguyễn Phúc Quí Quang |
| Á quân 3            | - Nguyễn Phúc Lộc |
| Á quân 4            | - Đặng Ánh Dương |
| Top 10+1            | - Nguyễn Tiến Anh - Trương Thiện Nhân - Đinh Công Tú - Vương Quốc Khánh - Thạch Kiêm Mara - Phạm Văn Quốc                                           |
| Top 20              | - Lại Minh Phú - Trần Ngọc Mạnh - Trần Tiến - Trần Tiến Dũng - Nguyễn Đức Hiếu - Mãn Đức Siêu - Trần Minh Quang - Nguyễn Thiện Khá - Cao Quốc Thắng |

- § Vé đặc biệt vào top 10+1.

Các thí sinh
| Thí sinh              | Tuổi | Chiều cao | Quê quán              |
| --------------------- | ---- | --------- | --------------------- |
| Nguyễn Phúc Quí Quang | 1997 | 185cm     | Khánh Hoà             |
| Trương Thiện Nhân     | 2000 | 186cm     | Thành phố Hồ Chí Minh |
| Lại Minh Phú          | 2003 | 180cm     | Thành phố Hồ Chí Minh |
| Trần Ngọc Mạnh        | 2001 | 186cm     | Nam Định              |
| Trần Tiến             | 1995 | 182cm     | Hà Nội                |
| Trần Tiến Dũng        | 1997 | 184cm     | Vĩnh Phúc             |
| Nguyễn Đức Hiếu       | 2001 | 181cm     | Thành phố Hồ Chí Minh |
| Vương Quốc Khánh      | 2001 | 180cm     | Hà Nội                |
| Nguyễn Tiến Anh       | 1998 | 187cm     | Hà Nội                |
| Nguyễn Thiện Khá      | 2000 | 183cm     | Hà Nội                |
| Trần Chấn Long        | 2000 | 185cm     | Canada                |
| Thạch Kiêm Mara       | 1997 | 184cm     | Trà Vinh              |
| Mãn Đức Siêu          | 1995 | 186cm     | Hà Nội                |
| Phạm Văn Quốc         | 1999 | 188cm     | Bình Định             |
| Nguyễn Phúc Lộc       | 1995 | 193cm     | Bến Tre               |
| Cao Quốc Thắng        | 2003 | 193cm     | Thành phố Hồ Chí Minh |
| Đặng Ánh Dương        | 1999 | 188cm     | Hà Nội                |
| Nguyễn Mạnh Lân       | 1994 | 192cm     | Hà Nội                |
| Trần Minh Quang       | 2003 | 182cm     | Bình Định             |
| Đinh Công Tú          | 2000 | 185cm     | Thái Nguyên           |

Dự thi cuộc thi sắc đẹp quốc tế
| Cuộc thi                            | Năm  | Thí sinh         | Thứ hạng       | T.k.   |
| ----------------------------------- | ---- | ---------------- | -------------- | ------ |
| Man Hot Star International          | 2024 | Vương Quốc Khánh | Á vương 2      | [ 10 ] |
| Mister Asian International          | 2022 | Phạm Văn Quốc    | Á vương 1      |        |
| Mister Southeast Asia International | 2019 | Phạm Văn Quốc    | Nam vương      |        |
| Mister United World                 | 2019 | Phạm Văn Quốc    | Top 10         |        |
| Mister Cosmopolitan                 | 2023 | Nguyễn Thiện Khá | Top 8          | [ 11 ] |
| Mister Cosmopolitan                 | 2025 | Đinh Công Tú     |                | [ 12 ] |
| Mister Friendship International     | 2026 | Nguyễn Thiện Khá |                |        |
| Mister Glam International           | 2024 | Nguyễn Thiện Khá | Á vương 3      |        |
| Mister Pancontinental               | 2023 | Nguyễn Thiện Khá | Á vương 1      |        |
| Mister Global                       | 2022 | Thạch Kiêm Mara  | Top 15         | [ 13 ] |
| Mister Global                       | 2024 | Cao Quốc Thắng   | Không đạt giải | [ 14 ] |
| Mister International                | 2024 | Nguyễn Mạnh Lân  | Á vương 1      | [ 15 ] |

## Đại diện Việt Nam tại các cuộc thi quốc tế

### Nam vương Quốc tế
Chú thích màu
- : Nam vương
- : Á vương
- : Top chung kết
- : Top bán chung kết
- : Được giải thưởng đặc biệt

| Năm  | Đại diện        | Thứ hạng tại Mister Vietnam | Thứ hạng tại Nam vương Quốc tế | Giải thưởng đặc biệt              | T.k.   |
| ---- | --------------- | --------------------------- | ------------------------------ | --------------------------------- | ------ |
| 2011 | Lê Khôi Nguyên  | Mister Vietnam 2010         | Á vương 3                      | 1 - - Top 3 Best National Costume | [ 16 ] |
| 2012 | Đỗ Bá Đạt       | Á vương 1 (2010)            | Không đạt giải                 | 1 - - Best National Costume       |        |
| 2023 | Phạm Minh Quyền | Mister Vietnam 2019         | Không đạt giải                 |                                   |        |
| 2024 | Nguyễn Mạnh Lân | Mister Vietnam 2024         | Á vương 1                      | 1 - - Top 5 Best National Costume |        |

### Nam vương Toàn cầu
Chú thích màu
- : Nam vương
- : Á vương
- : Top chung kết
- : Top bán chung kết
- : Được giải thưởng đặc biệt

| Năm  | Đại diện        | Thứ hạng tại Mister Vietnam | Thứ hạng tại Nam vương Toàn cầu | Giải thưởng đặc biệt                 | T.k.   |
| ---- | --------------- | --------------------------- | ------------------------------- | ------------------------------------ | ------ |
| 2021 | Danh Chiếu Linh | Top 30 (2019)               | Mister Global (Tiếp quản)       | 1 - - Top 5 Mister Na Chuek Favorite | [ 17 ] |
| 2022 | Thạch Kiêm Mara | Top 11 (2024)               | Top 15                          |                                      |        |

### Nam vương Siêu quốc gia
Chú thích màu
- : Nam vương
- : Á vương
- : Top chung kết
- : Top bán chung kết
- : Được giải thưởng đặc biệt

| Năm  | Đại diện       | Thứ hạng tại Mister Vietnam | Thứ hạng tại Nam vương Siêu quốc gia | Giải thưởng đặc biệt                                                                   | T.k.   |
| ---- | -------------- | --------------------------- | ------------------------------------ | -------------------------------------------------------------------------------------- | ------ |
| 2024 | Đỗ Quang Tuyển | Top 22 (2024)               | Top 10                               | 3 - - Mister Supranational Asia - Supra Fan-Vote - Top 8 Mister Influencer Opportunity | [ 18 ] |

### Manhunt International
Chú thích màu
- : Nam vương
- : Á vương
- : Top chung kết
- : Top bán chung kết
- : Được giải thưởng đặc biệt

| Năm  | Đại diện       | Thứ hạng tại Mister Vietnam | Thứ hạng tại Manhunt International | Giải thưởng đặc biệt | T.k.   |
| ---- | -------------- | --------------------------- | ---------------------------------- | --- | ------ |
| 2020 | Phạm Đình Lĩnh | Mister Vietnam 2019         | Top 16                             | 5 - - Winner Rudy Project's Choice (Sponsor) - Mr World Balance Top Model (Sponsor) - Mr FOX Undergarment (Sponsor) - Mr Rancio De Baluyot (Sponsor) - Best Runway Model | [ 19 ] |
| 2022 | Trần Mạnh Kiên | Top 11 (2019)               | Á vương 3                          | 1 - - Best Swimwear Model | [ 20 ] |